# Хадум-џамија у Ђаковици
Хадум-џамија у Ђаковици је подигнута крајем 16. века и представља непокретно културно добро као споменик културе од изузетног значаја.

## Историја и изглед
Хадум или Хадим-џамију, што у преводу значи слуга, евнух, подигао је Хадум сулејман-ага Бизебан, слуга царског харема у време султана Мурата III, родом из села Гуске код Ђаковице. Ближе датовање у 1592/1593. (или 1003. по хиџри) одређено је на основу података из призренских салнамама (годишњих календара из 1873. и 1874). Џамија припада једноспратном типу са тремом који је наткривен трима куполама. Главни простор је покривен куполом пречника 13,50 m, коју осигуравају осам унутрашњих пиластара и тромпе. Улазни трем носе монолитни камени стубови без стопа. Трем је касније проширен троводним кровом дрвене конструкције. Витко минаре, висине 31 m, прислоњено је уз зид џамије. Фасаде џамије зидане су каменим блоковима, а горњи део минарета мањим квадерима пешчара. Декорацију зидова ентеријера чине стилизовани пејзажи и чемпреси.
Конзерваторски радови обављени су 1968. године.